# Tricalysia yangambiensis
Tricalysia yangambiensis là một loài thực vật có hoa trong họ Thiến thảo. Loài này được (N.Hallé) Robbr. miêu tả khoa học đầu tiên năm 1987.